# الأعلى (أسماء الله الحسنى)
الأعلى من أسماء الله الحسنى، وهو اسم تفضيل على وزن (أفعل)، فعله علا، يعلو، علوًا، ومعناه: أنه له العلو ولا أحد يعلوه، هو الأعلى من كل أحد ومن كل شيء.

## في القرآن الكريم
ورد اسم الله الأعلى في الكتاب والسنة في قوله تعالى: ﴿سَبِّحِ اسْمَ رَبِّكَ الْأَعْلَى ۝١﴾، وقوله تعالى:﴿وَمَا لِأَحَدٍ عِنْدَهُ مِنْ نِعْمَةٍ تُجْزَى ۝١٩ إِلَّا ابْتِغَاءَ وَجْهِ رَبِّهِ الْأَعْلَى ۝٢٠﴾.

## في السنة النبوية
ورد في السنة من حديث حذيفة بن اليمان: قال حذيفة : 
| الأعلى (أسماء الله الحسنى) | صَلَّيْتُ مَعَ النَّبِيِّ ﷺ ذَاتَ لَيْلَةٍ فَافْتَتَحَ الْبَقَرَةَ، فَقُلْتُ: يَرْكَعُ عِنْدَ الْمِائَةِ، ثُمَّ مَضَى، فَقُلْتُ: يُصَلِّي بِهَا فِي رَكْعَةٍ، فَمَضَى، فَقُلْتُ: يَرْكَعُ بِهَا، ثُمَّ افْتَتَحَ النِّسَاءَ، فَقَرَأَهَا، ثُمَّ افْتَتَحَ آلَ عِمْرَانَ فَقَرَأَهَا، يَقْرَأُ مُتَرَسِّلًا، إِذَا مَرَّ بِآيَةٍ فِيهَا تَسْبِيحٌ سَبَّحَ، وَإِذَا مَرَّ بِسُؤَالٍ سَأَلَ، وَإِذَا مَرَّ بِتَعَوُّذٍ تَعَوَّذَ، ثُمَّ رَكَعَ، فَجَعَلَ يَقُولُ: «سُبْحَانَ رَبِّيَ الْعَظِيمِ»، فَكَانَ رُكُوعُهُ نَحْوًا مِنْ قِيَامِهِ، ثُمَّ قَالَ: «سَمِعَ اللَّهُ لِمَنْ حَمِدَهُ، رَبَّنَا لَكَ الْحَمْدُ»، ثُمَّ قَامَ طَوِيلًا قَرِيبًا مِمَّا رَكَعَ، ثُمَّ سَجَدَ فَقَالَ: «سُبْحَانَ رَبِّيَ الأَعْلَى»، فَكَانَ سُجُودُهُ قَرِيبًا مِنْ قِيَامِهِ. | الأعلى (أسماء الله الحسنى) |

وحديث ابن عباس :
| الأعلى (أسماء الله الحسنى) | أنَّ النَّبيَّ ﷺ كانَ إذا قرأَ: ﴿سَبِّحِ اسْمَ رَبِّكَ الْأَعْلَى﴾ قالَ: «سبحانَ ربِّيَ الأعلى». | الأعلى (أسماء الله الحسنى) |

## الفرق بين العلي والأعلى والمتعال
- العلي: تعطي صفة العلو بكل المعاني.
- أما الأعلى: ففيه معنى المفاضلة، بمعنى أن له العلو ولا أحد يعلوه، هو الأعلى من كل أحد ومن كل شيء.
- المُتَعال: هو القاهر لخلقه بقدرته التامة. وأغلب المفسرين جعلوا هذا الاسم دالًا على علو القهر وهو أحد معاني العلوّ، أي أن المُتعال هو المُستعلي على كل شيء بقدرته، فالفرق بين العليَّ والمتعالي أن العلي فيها معنى علو القهر لكن المتعاليَ فيها علو القهر وزيادة، أي بلغ منزلة عظيمة جدًا في قهره وكبريائه سبحانه وتعالى لعباده.[5]

قال ابن كثير في تفسيره: «المتعال على كل شيء قد أحاط بكل شيءٍ علمًا، وقهر كل شيء فخضعت له الرقاب، ودان له العباد طوعًا وكرهًا»، وقال أيضًا: « وهو الكبير المتعال، فكل شيء تحت قهره وسلطانه، وعظمته لا إله إلا هو، ولا رب سواه لأنه العظيم الذي لا أعظم منه».

يفرق من يتبع منهج السلف في تفسير معاني الأسماء المشتقة من فعل واحد كالعلي والأعلى والمتعالي ويقولون أن لكل منها موضعه من المعنى وأن كل اسم مما سبق يدل على معنى من معاني العلو، بينما تختلف نظرة المفسرين المتأثرين بمذهب المتكلمين عن ذلك، فهم لا يعطون لهذه الأسماء إلا معنى واحدا.

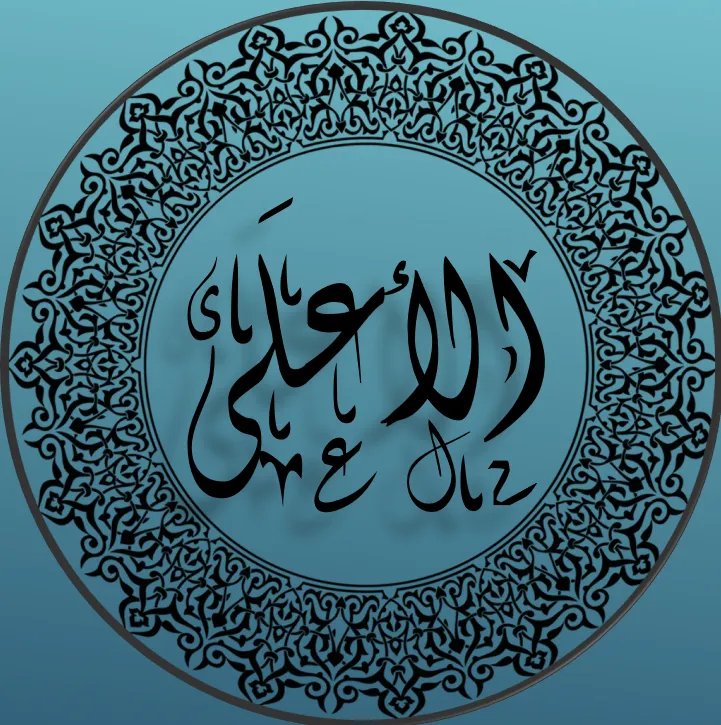
اسم الله الأعلى بخط عربي مزخرف

## أقوال العلماء في اسم الله الأعلى
- يقول الألوسي:[10]| الأعلى (أسماء الله الحسنى) | ﴿وَلِلّهِ الْمَثَلُ الأَعْلَىَ﴾ أي: وله الصفة العجيبة الشأن التي هي مَثْلٌ في العُلّو مطلقًا، وهو الوجوب الذاتي والغنى المطلق والجود الواسع والنزاهة عن صفات المخلوقين ويدخل فيه علوه تعالى عما يقولون علوًا كبيرًا. | الأعلى (أسماء الله الحسنى) |
- قال السعدي: ««العلي الأعلى»: وهو الذي له العلو المطلق من جميع الوجوه: علو الذات، وعلو القدر والصفات، وعلو القهر، فهو الذي على العرش استوى، وعلى الملك احتوى، وبجميع صفات العظمة والكبرياء والجلال والجمال وغاية الكمال اتصف، وإليه فيها المنتهى.»[11]
- ويقول ابن القيم في النونية:

وأما عن عقيدة الأشاعرة والماتريدية:
- يقول الزمخشري في تفسير الكشاف: «الأعلى بمعنى العلو الذي هو القهر والاقتدار، لا بمعنى العلوّ في المكان والاستواء على العرش حقيقة.»[12]
- يقول فخر الدين الرازي في تفسير مفاتيح الغيب: «لا يفسر أسماءه بما لا يصح ثبوته في حقه سبحانه نحو أن يفسر الأعلى بالعلو في المكان والاستواء بالاستقرار بل يفسر العلو بالقهر والاقتداء والاستواء بالاستيلاء.»[13]
- يقول أحمد بن عجيبة في البحر المديد: «"الأعلى" صفة لرب، وهو الأظهر. وعُلوه تعالى: قهريته واقتداره، أو: تعاليه عن سمة الحدوث وعن مدارك العقول، فلا يُحيط به وصف واصف أو علم عارف، لا علو مكان.»[14]
- يقول محمد الطاهر بن عاشور في التحرير والتنوير: «{الأعلى} اسم يفيد الزيادة في صفة العلو، أي الارتفاع. والارتفاع معدود في عرف الناس من الكمال فلا ينْسب العلوّ بدون تقييد إلا إلى شيء غير مذموم في العرف، ولذلك إذا لم يذكر مع وصف الأعلى مفضل عليه أفاد التفضيل المطلق كما في وصفه تعالى هنا. ولهذا حكَى عن فرعون أنه قال: {أنا ربكم الأعلى}[النازعات: 24]. والعلوّ المشتقُّ منه وصفُه تعالى: {الأعلى} علوّ مجازي، وهو الكمال التام الدائم.»[15]
- يقول حافظ الدين النسفي في تفسير مدارك التنزيل وحقائق التأويل: «نزه ذاته عما لا يليق به، والاسم صلة وذلك بأن يفسر الأعلى بمعنى العلو الذي هو القهر والاقتدار لا بمعنى العلو في المكان.»[16]
- يقول أبو منصور الماتريدي في تفسير تأويلات أهل السنة: «{الأعلى} ظاهره يقتضي أن يكون هناك أدون وأسفل، وكذلك قول: "الله أكبر" ظاهره يقتضي الأصغر، ولكن معنى قوله: {الأعلى} أي: هو أعلى من أن تمسه حاجة أو تلحقه آفة، وكذلك هذا في الأكبر، ويكون الأكبر والأعلى في النهاية عن تنزيه المعاني التي ذكرنا، وهو كقولك: هو أحسن وأجمل، فإذا قلت: أحسن وأجمل، أردت به النهاية في الحسن والجمال. أو يكون {ٱلأَعْلَىٰ} بمعنى: العلي و" الأكبر " بمعنى: الكبير، وذلك جائز في اللغة.»[17]

## أنواع العلو
1. علو الذات، [18] فالله تبارك وتعالى مستو على عرشه، وعرشه فوق مخلوقاته، كما قال تعالى: ﴿الرَّحْمَنُ عَلَى الْعَرْشِ اسْتَوَى ۝٥﴾ سورة طه:5.
2. علو القهر والغلب، قال تبارك وتعالى: ﴿وَهُوَ الْقَاهِرُ فَوْقَ عِبَادِهِ﴾ سورة الأنعام:18.
3. علو المكانة والقدر، فله المثل الأعلى كما في قوله تعالى: ﴿وَلِلّهِ الْمَثَلُ الأَعْلَىَ﴾ سورة النحل:60، وقوله:﴿وَهُوَ الَّذِي يَبْدَأُ الْخَلْقَ ثُمَّ يُعِيدُهُ وَهُوَ أَهْوَنُ عَلَيْهِ وَلَهُ الْمَثَلُ الْأَعْلَى فِي السَّمَاوَاتِ وَالْأَرْضِ وَهُوَ الْعَزِيزُ الْحَكِيمُ ۝٢٧﴾ سورة الروم:27 حيث أنه له الصفات العليا التي لا يستحقها غيره، فالله هو الإله الواحد الأحد، وهو متعال عن الشريك والمثيل والند والنظير:﴿قُلْ هُوَ اللَّهُ أَحَدٌ ۝١ اللَّهُ الصَّمَدُ ۝٢ لَمْ يَلِدْ وَلَمْ يُولَدْ ۝٣ وَلَمْ يَكُنْ لَهُ كُفُوًا أَحَدٌ ۝٤﴾ سورة الإخلاص:4:1